# Прорив у швидкості читання. Книжка за день — це реальність
Прорив у швидкості читання. Книжка за день — це реальність (англ. Breakthrough Rapid Reading by Peter Kump) - книжка експерта зі швидкісного читання, засновника Peter Kump Reading Consultants Пітера Кампа, колишнього директора Інституту динамічного читання імені Евелін Вуд. Вперше опублікована в 1979 році. 

## Огляд книги
Пітер Камп презентує розроблену програму для збільшення швидкості читання та посилення розуміння прочитаного, яка вміщує фундаментальні принципи та навички, яких можна осягнути самостійно з допомогою вправ та постійних тренувань. Такий підхід дає змогу читачеві обрати відповідні матеріали та визначити власний темп; це є ідеальним методом для зайнятих людей з щільним робочим графіком.  

## Переклад українською
- Камп, Пітер. Прорив у швидкості читання. Книжка за день — це реальність / пер. Валерія Глінка. К.: Наш Формат, 2018. —  336 с. — ISBN 978-617-7682-00-3